# Charles de Sainte-Maure (duc de Montausier)

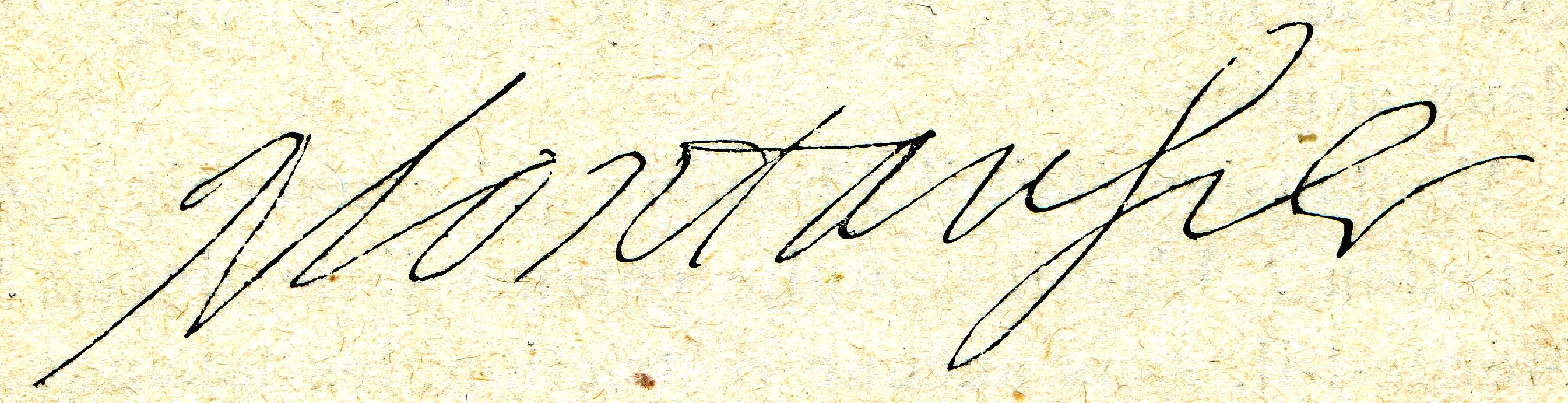
Signature autographe de Montausier.

Charles de Sainte-Maure, marquis de Salles, baron de Montausier à la mort de son frère en 1635, marquis de Montausier en 1644, duc de Montausier et pair de France en 1664, né le 6 octobre 1610 et mort le 17 novembre 1690, est un gentilhomme et militaire français du XVIIe siècle. Il fut le gouverneur du Grand Dauphin, fils de Louis XIV à partir de 1668. Familier de l’hôtel de Rambouillet, son souvenir appartient à l’histoire littéraire à plusieurs titres.

## Biographie
Fils cadet du baron Léon de Sainte-Maure, huguenot déclaré, il fut élevé dans la religion réformée à l’Académie de Sedan, sous la direction de Pierre Dumoulin. Il s'illustra d’abord au siège de Casal en 1629. Devenu baron de Montausier et colonel du régiment de Montausier à la mort de son aîné en 1635, il servit sous les ordres de Bernard de Saxe-Weimar dans la campagne d’Allemagne en 1634, puis réintégra les armées du roi de France en 1636, et effectua, avec son régiment, les campagnes dans la vallée du Rhin dans les années qui suivirent. 
En août 1637, durant la guerre franco-espagnole, alors qu'il est au siège de Bletterans, à la tête du régiment de Montausier, il reçoit une blessure considérable. 
Capturé à Rantzau (novembre 1643), il ne fut libéré contre rançon qu’après dix mois de captivité.
En 1644, la baronnie de Montausier fut érigée en marquisat.
Maréchal de camp des armées du roi puis gouverneur de la Haute-Alsace, Saintonge et d’Angoumois à 27 ans, il est l’un des plus célèbres personnages de la cour de Louis XIV, et son souvenir appartient à l’histoire littéraire à plusieurs titres. Aspirant, pendant quatorze ans, à la main de la belle et précieuse Julie d'Angennes, il fut un des habitués de l’hôtel de Rambouillet. Il conçut l’idée de la Guirlande de Julie, à l’exécution de laquelle il concourut par seize madrigaux.

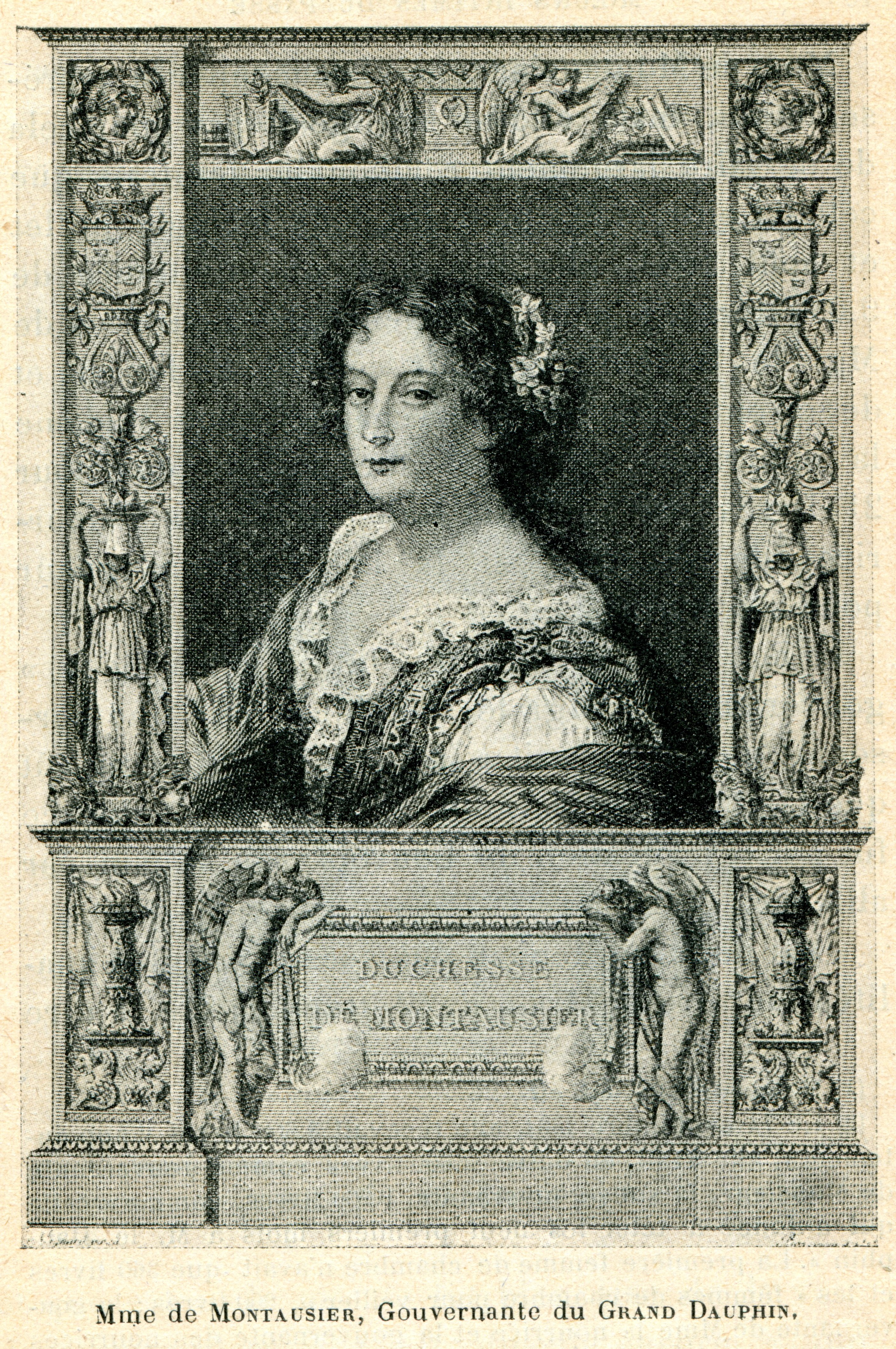
La duchesse de Montausier, in: Cabanès, Éducation de Princes.

En 1645 il abjura le protestantisme et leva ainsi le dernier obstacle à son mariage, le 15 juillet 1645, avec Julie d’Angennes, qui fut si longtemps la principale affaire de sa vie. Du couple naquit Marie-Julie de Sainte-Maure (1646-1695), future duchesse d'Uzès, richissime héritière.  
En tant que gouverneur et lieutenant-général de la Haute et Basse-Alsace, il repartit ensuite à la guerre sur le front de l'Est,.
De 1661 à 1664, Julie d’Angennes est gouvernante du Grand Dauphin, puis de 1664 à 1671, elle est gouvernante des filles d’honneur de la Reine. 
En 1664, le marquisat de Montausier est érigé en duché-pairie.
En 1668, Charles est nommé gouverneur du Grand Dauphin. Il choisit pour précepteurs Huet et Bossuet et, amateur des classiques latins, il fait publier la belle collection des auteurs classiques ad usum Delphini. Boileau estimait très haut son jugement dans les matières littéraires. De son vivant, on a cru qu’il avait servi de modèle à Molière, pour le personnage d'Alceste dans la comédie Le Misanthrope et il ne se montra pas blessé des intentions prêtées gratuitement au comédien-dramaturge à ce sujet. 
Vers la fin de sa vie, le duc de Montausier obtint, par un arrêt du Conseil d'état du 16 juillet 1689, l'autorisation d'exploiter toutes les mines de charbon qu'il pourrait découvrir dans toute l'étendue du royaume, à l'exception de celles du Nivernais, déjà concédées au duc de Nevers. Ce privilège fut confirmé par un nouvel arrêt du 29 avril 1692, en faveur de sa fille, la duchesse d'Uzès.
Fléchier prononça son oraison funèbre. L’Académie française mit son éloge au concours en 1781, et Garat remporta le prix.
Le duc fit travailler Jean-Baptiste de La Quintinie dans ses jardins du château de Rambouillet.